# Giniel de Villiers
Giniel de Villiers (Robertson, 25 marzo 1972) è un pilota di rally sudafricano, vincitore in carriera di una edizione del Rally Dakar (2009).

## Biografia
Pilota ufficiale e stragista di motociclisti concorrenti alla gara del Rally Dakar della Volkswagen per i rally raid dal 2005 sempre con il navigatore tedesco Dirk von Zitzewitz, in precedenza aveva corso e vinto su Nissan con la navigatrice svedese Tina Thörne.

## Risultati

### Rally Dakar
| Anno | Classe | Scuderia                         | Vettura                   | Pos. | TV |
| ---- | ------ | -------------------------------- | ------------------------- | ---- | -- |
| 2003 | Auto   | Nissan Rally Raid Team           | Nissan Navara             | 5º   | 0  |
| 2004 | Auto   | Nissan Rally Raid Team           | Nissan Navara             | 7º   | 1  |
| 2005 | Auto   | Nissan Rally Raid Team           | Nissan Navara             | 4º   | 2  |
| 2006 | Auto   | Volkswagen Motorsport            | Volkswagen Race Touareg 2 | 2º   | 1  |
| 2007 | Auto   | Volkswagen Motorsport            | Volkswagen Race Touareg 2 | 11º  | 4  |
| 2009 | Auto   | Volkswagen Motorsport            | Volkswagen Race Touareg 2 | 1º   | 4  |
| 2010 | Auto   | Volkswagen Motorsport            | Volkswagen Race Touareg 2 | 7º   | 2  |
| 2011 | Auto   | Volkswagen Motorsport            | Volkswagen Race Touareg 3 | 2º   | 1  |
| 2012 | Auto   | Imperial Toyota                  | Toyota Hilux              | 3º   | 0  |
| 2013 | Auto   | Imperial Toyota                  | Toyota Hilux              | 2º   | 0  |
| 2014 | Auto   | Imperial Toyota                  | Toyota Hilux              | 4º   | 1  |
| 2015 | Auto   | Imperial Toyota                  | Toyota Hilux              | 2º   | 0  |
| 2016 | Auto   | Toyota Gazoo Racing South Africa | Toyota Hilux              | 3º   | 0  |
| 2017 | Auto   | Toyota Gazoo Racing South Africa | Toyota Hilux              | 5º   | 0  |
| 2018 | Auto   | Toyota Gazoo Racing South Africa | Toyota Hilux              | 3º   | 1  |
| 2019 | Auto   | Toyota Gazoo Racing South Africa | Toyota Hilux              | 9º   | 0  |
| 2020 | Auto   | Toyota Gazoo Racing              | Toyota Hilux              | 5º   | 1  |
| 2021 | Auto   | Toyota Gazoo Racing              | Toyota Hilux              | 8º   | 1  |
| 2022 | Auto   | Toyota Gazoo Racing              | Toyota GR DKR Hilux       | 5º   | 1  |
| 2023 | Auto   | Toyota Gazoo Racing              | Toyota GR DKR Hilux       | 4º   | 0  |
| 2024 | Auto   | Toyota Gazoo Racing              | Toyota GR DKR Hilux       | 7º   | 0  |
| 2024 | Auto   | Toyota Gazoo Racing              | Toyota GR DKR Hilux       | 7º   | 0  |
| 2025 | Auto   | Toyota Gazoo Racing              | Toyota GR DKR Hilux       | Rit  | 0  |

### Altri risultati
2003
- al Rally del Marocco su Nissan Navara

2006
- al Rally Transibérico su Volkswagen Touareg
- al Rally del Marocco su Volkswagen Touareg

2007
- al Rally del Marocco su Volkswagen Touareg